# Jacques Boidin
Pour les articles homonymes, voir Boidin.
Jacques Boidin, né le 1er aout 1922 à Seclin (Nord) et décédé le 24 juin 2013 à Villeurbanne, est un enseignant-chercheur spécialisé dans la mycologie.
Il est nommé président de l'université Claude Bernard Lyon 1 du 26 janvier 1971 à 1977. Il a été membre de l'Académie des sciences, belles-lettres et arts de Lyon et de la Société linnéenne de Lyon.
Sa collection de champignons est conservée à l'herbier de l'Université Lyon 1.

## Publications
- Jacques Boidin, Essai biotaxonomique sur les Hydnés résupinés et les Corticiés : étude spéciale du comportement nucléaire et des mycéliums, Paris, Laboratoire de cryptogamie du Museum national d'histoire naturelle, coll. « Revue de mycologie », 1958, 387 p. (OCLC 3590606)
- Jacques Boidin et Paule Lanquetin, Le genre Scytinostroma Donk : (Basidiomycètes, Lachnocladiaceae), Berlin, J. Cramer, coll. « Bibliotheca mycologica », 1987, 130 p. (ISBN 978-3-443-59015-4)
- Boidin J., Mugnier J. et Canales R., Taxonomie moléculaire des Aphyllophorales : Mycotaxon LXVI, p. 445-491